# فضلون (اسم)
فضلون هو اسم علم مذكر من أصل عربي، ومعناه هو وأصله «فضل» مختوم بالواو والنون، وفضلون العابد كان في زمان النبي ﷺ.

## وصلات خارجية
- موسوعة السلطان قابوس لأسماء العرب نسخة محفوظة 5 أبريل 2019 على موقع واي باك مشين.